# Канцона
Канцо́на (окс.  canso, canson, итал. canzone, исп. canción, нем. Kanzone, буквально — песня; от лат. cantio) — многозначный музыкальный и стиховедческий термин, в основном значении – лирическое стихотворение в строфической форме.
Кансона (canso, canson) — распространённый и универсальный жанр в поэзии трубадуров (XII в.). Итальянские поэты XIII в. взяли за основу провансальскую кансону, но уже к началу XIV века переосмыслили её метрику, согласуясь с особенностями родной речи. Композиционные особенности итальянской канцоны (canzone) описал (с примерами) в своих трактатах Данте; наиболее знамениты поэтические канцоны Петрарки (см. Канцоньере). В XIII–XIV веках форма провансальской кансоны послужила прототипом песен миннезингеров (Kanzone) и галисийско-португальских поэтов (см. Кантига). 
В итальянской музыке XVI и отчасти XVII веков канцоной называлась полифоническая пьеса для сольного инструмента (органа, клавесина) или инструментального ансамбля, по стилю близкая фантазии и ричеркару (о ней см. отдельную статью).

## Кансона трубадуров
Романская строфа из двух кратких частей одинакового строения (восходящих) и одной более длинной, отличной по строению (нисходящей) пришла, вероятно, из народной танцевальной (а именно хороводной) песни. Из танцевальной строфа превратилась в литературную в XII веке в поэзии трубадуров — строфы песни сменяли друг друга без припевов и рефренов, характерных для более архаичных форм.
Провансальская кансона состояла из нескольких строф (coblas) идентичной структуры и завершалась одной укороченной, а чаще — двумя строфами в три — четыре стиха. Замыкающие строфы назывались торнадами (окс. tornata — поворот), в них содержалось указание на объект, которому адресовалась канцона и просьба, обращённая к жонглёру или другому посвящённому лицу доставить послание адресату. Позднее торнада получила название посылка (фр. envoi, нем. Gleit). Торнада перекликалась по ритму и рисунку рифмовки с завершающей (нисходящей) частью строф кансоны. Имя объекта для сохранения тайны чаще всего скрывалось под «сеньялем», прозвищем. Кансона предназначалась прекрасной Даме, которой поклонялся трубадур, либо его покровителю, либо «конфиденту» — другу, посвящённому в любовную тайну автора. Темы провансальских кансон — восхваление любви, рассказ о зарождении чувства на фоне весеннего обновления природы, прославление возлюбленной, жалобы на холодность Дамы и ревность её мужа, печаль от разлуки с предметом поклонения.
Строфы самой кансоны содержали от пяти до десяти стихов, однако возможны варианты: известны строфы-двустишия и строфы, состоящие из сорока двух стихов. Стих кансоны был тесно связан с мелодией, являвшейся неотъемлемой частью музыкально-поэтического жанра, так как сочинения трубадуров создавались исключительно в расчёте на музыкальное воплощение/исполнение. Почти каждая кансона имеет индивидуальную схему рифмовки. Формально по структуре к кансоне близка сирвента, жанр, в рамках которого поднимались вопросы политические и религиозные, порицались противники и воспевались покровители трубадуров. По образцу кансоны строился и плач, писавшийся обыкновенно на смерть друга или сеньора. Ещё один вид кансоны — диалогический, имеющий несомненно фольклорные истоки, — представлен тенсоной и партименом. Эти песни-прения являются обменом репликами между Дамой и трубадуром, либо двумя трубадурами. Пасторальная разновидность провансальской кансоны носит название пастурель.
В конце XIX — начале XX вв. на волне интереса к творчеству трубадуров, поэты изучали законы куртуазной лирики и стремились постичь её дух, уходя от стереотипного восприятия рыцарской поэзии, свойственного эпохе романтизма. К жанру кансоны обращаются многие поэты рубежа веков (например, В. Я. Брюсов, М. А. Кузмин). Версификационные и стилизаторские опыты той эпохи легли в основу переводов средневековой поэзии в новейшее время.

## Итальянская канцона
Итальянские поэты взяли за основу провансальскую кансону, но значительно переосмыслили её, согласуясь с особенностями родной речи (см. вольгаре), особенно по части метрики. Среди авторов канцон Гвидо Гвиницелли, Гвидо Кавальканти, Чино да Пистойя, Данте, Петрарка. Эти поэты совершенствовали и развивали жанр канцоны, создавая произведения философской или аллегорической направленности.
Впервые законы построения итальянской канцоны сформулировал Данте, во второй книге трактата «О народном красноречии» (II, 8-14), при этом он рассматривал канцону не как «чистую» поэтическую, но как текстомузыкальную форму. Этот «синкретический» подход сформулирован предельно чётко: Omnis stantia ad quandam odam recipiendam armonizata est (II, 10). Простейшая разновидность канцоны строфическая — музыка (oda) охватывает одну стихотворную строфу (stantia) целиком, а затем текстомузыкальная строфа полностью повторяется. Более сложная разновидность песенной строфы делится на две части (такое деление называется «диесой» — diesis), причём во второй, называемой «вольтой» (лат. volta, от итал. volta букв. поворот), стихи распеваются на другую (иную чем в первой части) музыку. Музыкальные части двухчастной разновидности канцоны (A, B) могут разнообразно повторяться. Если повторяется первая часть (AA, редко AAA), то этот раздел называется «пьедами» (лат. pedes, от итал. piedi, букв. стопы). Если повторяется вторая часть (BB), такой раздел называется «версами» (лат. versus, букв. стихи). Если однократно проводится только первая часть (а вторая проводится неоднократно), она называется «фронтом» (лат. frons, букв. лоб). Если однократно проводится только вторая часть (а первая проводится неоднократно), такая вторая часть называется «каудой», или «сирмой» (лат. cauda, букв. хвост, или лат. sirma). Тип рифмы, количество стихов в строфе и число строф канцоны Данте не регламентирует. По поводу рифмовки, например, автор констатирует (II, 13), что по отношению к ней «практически все [поэты] пользуются величайшей свободой, руководствуясь лишь сладостью гармонии в самом широком смысле».
В (неоконченном) трактате «Пир» Данте толкует три собственные канцоны: «Voi che 'ntendendo il terzo ciel movete», «Amor che ne la mente mi ragiona» и «Le dolci rime d’amor ch’i' solìa», при этом его толкования выходят далеко за рамки собственно стиховедения и затрагивают глубокие проблемы философии и этики.
Основной размер итальянской канцоны — одиннадцатисложник, преобладающий в итальянской поэзии с XIII до XIX веков, часто сочетаемый в канцоне с семисложником, который подчёркивал длинный стих. Особую судьбу имели две формы канцоны: усложнённая — секстина и упрощённая — сонет. Изобретателем секстины считается трубадур Арнаут Даниэль (годы творчества ок. 1180—1195), эта труднейшая форма вызвала множество подражаний, её разрабатывали Данте и Петрарка, она сохранилась в поэзии до новейшего времени. Сонет же, появившийся как частный случай однострофной канцоны, родился на Сицилии в XIII веке и позднее получил развитие в творчестве крупнейших «стильновистов» — Данте и Петрарки.

## Канцона миннезингеров
Канцона миннезингеров (нем. Kanzone; вторая половина XII—XIV вв.) также восходит к провансальской кансоне. Текстомузыкальная строфа немецкой канцоны состоит из двух полустроф. Первая полустрофа (нем. Aufgesang) состоит из двух столл (нем. Stollen) одинаковой стиховой структуры (рифмы, количество слогов в строках), распеваемых на одну и ту же музыку (AA). Вторая полустрофа (нем. Abgesang) написана в том же размере, что и первая, но на другие рифмы и распевается на другую музыку (B). Таким образом, музыкальная структура одной строфы описывается как AAB. В следующей строфе немецкой канцоны музыка повторяется, а текст меняется, что типично для любой строфической песни. Пример строения (показана первая строфа текста; строчные латинские буквы во втором столбце справа показывают рифмы, x = нерифмованный стих):
| Гартман фон Ауэ. Песня о Крестовом походе (MF 211,20) | Гартман фон Ауэ. Песня о Крестовом походе (MF 211,20) | Гартман фон Ауэ. Песня о Крестовом походе (MF 211,20) | Гартман фон Ауэ. Песня о Крестовом походе (MF 211,20) | Гартман фон Ауэ. Песня о Крестовом походе (MF 211,20) |
| ----------------------------------------------------- | ----------------------------------------------------- | ----------------------------------------------------- | ----------------------------------------------------- | ----------------------------------------------------- |
| Запев (Aufgesang)                                     | Первая столла (Stollen 1)                             | Swelch vrouwe sendet lieben man                       | a                                                     | Всякая Дама, отправляющая возлюбленного,              |
| Запев (Aufgesang)                                     | Первая столла (Stollen 1)                             | mit rehtem muote ûf dise vart,                        | b                                                     | воодушевлённого мыслью о походе,                      |
| Запев (Aufgesang)                                     | Вторая столла (Stollen 2)                             | diu koufet halben lôn daran,                          | a                                                     | заслуживает половину [причитающейся ему] награды.     |
| Запев (Aufgesang)                                     | Вторая столла (Stollen 2)                             | ob si sich heime alsô bewart,                         | b                                                     | Если, оставаясь дома, она заботится о том, чтобы      |
| Припев (Abgesang)                                     | Припев (Abgesang)                                     | daz si verdienet kiuschiu wort,                       | c                                                     | хранить целомудрие,                                   |
| Припев (Abgesang)                                     | Припев (Abgesang)                                     | sî bete für si beidiu hie,                            | x                                                     | она молится за обоих здесь [дома],                    |
| Припев (Abgesang)                                     | Припев (Abgesang)                                     | so vert er für sî beidiu dort.                        | c                                                     | а он — за обоих там [в походе].                       |

Со временем простейшая строфа-канцона претерпела изменения (в стихе, но не в музыке) — полустрофы удлинились, рифмовка стала более изысканной. Например, строфа из песни Нейдхарта «Winder, dîniu meil» содержит 14 стихов, зарифмованных следующим образом: a b c d | a b c d || e e f g f g.
Позднее в Германии (XV—XVI вв.) канцона миннезингеров была полностью воспринята в культуре мейстерзанга. Текстомузыкальная форма канцоны миннезингеров и мейстерзингеров в музыкознании (начиная с XX века) получила название «бар».
О жанре старинной инструментальной музыки см. статью Канцона (инструментальная).

## Формы

### Производные формы
- дескорт
- тенсона
- рондо
- виреле
- баллада
- эстампи
- ротруанж (точный смысл неизвестен)

### Тематические разновидности
- сирвента
- плач

С XIII века также:
- ткацкая песня[источник не указан 634 дня]
- реверди
- пастурель
- альба